# Мшана (полонина)
Мша́на (пол. poł. Mszana) — полонина в Західних Ґорґанах (Українські Карпати), на межі Долинського і Рожнятівського районів Івано-Франківської області.
Розташована на висоті 1170 м н. р. м, на правобережжі потоку Мшана (басейн Лімниці), між хребтами Яйка-Ілемського та Аршицею. Розміри — 200 x 60 м. Є джерело води, облаштоване місце для стоянки. Через полонину проходять маршрути на вершини Яйко-Ілемське та Ґорґан Ілемський, є спуски, як у долину Правича (притока Свічі), так і в долину Мшани.